# アルキダモス1世
アルキダモス1世（古希: Ἀρχίδαμος, 英: Archidamus I, 在位：紀元前600年 – 紀元前575年）はエウリュポン朝のスパルタ王である。
アルキダモス1世はアナクシダモスの子であり、次代の王アガシクレスの父である。パウサニアスはアルキダモスの治世は平和だったと言っているが、アルキダモスは紀元前668年の第二次メッセニア戦争の後すぐに起ったテゲア戦争の頃の王である。